# Acaena exigua
Espèce
Statut de conservation UICN

EX : Éteint
Acaena exigua est une espèce éteinte  de plantes à fleurs de la famille Rosaceae (famille des roses) connue sous le nom commun de Liliwai. Elle était endémique à Hawaï dans la région de Kaua'i et de l'ouest de Maui. Pas vue ou collectée depuis 1957, on craignait son extinction jusqu'à sa redécouverte en 1997 dans une tourbière montagnarde isolée à Maui mais la plante est morte en 2000 et l'espèce est désormais considérée comme éteinte.
La raison de la disparition de cette espèce n’est pas connue. Bien que l’on suppose que l’impact des herbivores et des porcs sauvages en soit la cause. Les porcs sauvages ne se sont établis à Wai'ale'ale (Kaua' i) qu'au cours des deux dernières décennies. L'autre habitat connu, Pu' u-kukui (West Maui), est exempt de porcs et l'a apparemment toujours été.